# Rhynchocyon petersi
Rhynchocyon petersi е вид бозайник от семейство Слонски земеровки (Macroscelididae). Видът е световно застрашен, със статут Уязвим.

## Разпространение
Разпространен е в Кения и Танзания.